# Évaux-et-Ménil
Évaux-et-Ménil település Franciaországban, Vosges megyében. Lakosainak száma 355 fő (2022. január 1.). Évaux-et-Ménil Ubexy, Varmonzey, Vincey, Bettegney-Saint-Brice és Gugney-aux-Aulx községekkel határos.

## Népesség
A település népességének változása:
| Lakosok száma | 349  | 356  | 359  | 357  | 357  | 356  | 361  | 359  | 355  |
|               | 2013 | 2015 | 2016 | 2017 | 2018 | 2019 | 2020 | 2021 | 2022 |